# Università di Bologna
Università di Bologna (formelt: Alma mater studiorum Università di Bologna) er et universitet beliggende i Bologna, Italien. Det blev grundlagt i 1088 og er det ældste stadigt fungerende universitet i Europa og et af verdens ældste universiteteter. Med sine 95.771 indskrevne studerende (2006) er det samtidig et af de største universiteter i Europa. Størstedelen af universitetets aktiviteter er placeret i Bolognas historiske centrum tæt ved Piazza Verdi. Det har desuden campusser i Reggio Emilia, Imola, Ravenna, Forlì, Cesena og Rimini samt en oversøisk afdeling i Buenos Aires.
Universitetet fik sine formelle rettigheder af Frederik Barbarossa i 1158, men i det 19. århundrede lykkedes det en gruppe historikere at spore universitetet helt tilbage til 1088, hvilket gør det til et af verdens ældste. I 2000 fik universitetets navn tilføjet "Alma mater studiorum" (latin: studiernes moder) for at understrege sin historiske rolle. Universitetet har været kendt for sin undervisning i romerretten og kanonisk ret.
I dag består universitetet af 23 fakulteter.